# 밀양 추화산성
밀양 추화산성(密陽 推火山城)은 대한민국 경상남도 밀양시 교동에 있는 추화산 마루 해발 243m에 위치한 산성이다. 1990년 1월 16일 경상남도의 기념물 제94호 추화산성으로 지정되었다가, 2018년 12월 20일 현재의 명칭으로 변경되었다.

## 개요
경상남도 밀양시 해발 243m의 주화산 산마루에 있는 돌로 쌓은 성으로, 밀양읍성으로부터 동쪽으로 약 2㎞지점에 있다. 추화산성은 신라가 가야와 낙동강을 사이에 두고 대치하던 시대에 만들어진 것으로 보이는 삼국시대 초기의 산성터로 추정된다.
성의 둘레는 1430m이고, 성의 구조는 동, 서, 남에 문터가 있고 북쪽 계곡의 평지에는 우물, 연못 부속건물들이 있었던 것 같다. 추화산 서·북부 정상에는 봉수대가 있는데 적의 침입이 있을 때에는 군사적 고지이면서, 주변의 주민과 군사들에게 적의 침입을 알리는 기능을 하였던 곳이었다.
성안에서 기와 조각, 토기 조각, 분청자기·백자조각들이 발견되었는데, 추화산성은 처음에는 읍성으로 사용되었을 가능성이 많으나, 읍성이 현재의 밀양시내에 쌓아지면서 산성으로서 기능을 했을 것으로 보인다.

## 현지 안내문
추화산성은 해발 240m의 추화산(推火山) 정상 부분을 빙 둘러싼 산성이다. 출토된 유물 등을 미루어 보건대 산성은, 신라와 가야가 낙동강을 사이에 두고 대치하던 시대에 만들어져 조선시대 전기까지 사용된 것으로 추정된다. 
 성벽은 대부분 돌로 쌓았고, 전체 1.4km 가운데 산마루 서남쪽 300m가 양호한 상태로 남아 있다. 동·서·남쪽에 문터가 남아 있으며 북쪽 계곡 평지에 우물, 연못, 부속 건물을 두었던 것으로 보인다. 서북부 정상에는 봉수대가 복원되어 있다. 
 산성 명칭은 밀양의 옛 이름인 추화군(推火郡)에서 유래했다. 산성은 처음에는 읍성으로 사용되다가 새 읍성이 밀양시내 쪽에 지어지면서 산성으로 남은 것으로 보인다.

## 참고 자료
- 밀양 추화산성 - 국가유산청 국가유산포털